# Ножан-ле-Ротру
Ножан-ле-Ротру (фр. Nogent-le-Rotrou) — муниципалитет во французском департаменте Эр и Луар, в регионе Центр — Долина Луары. Население — 11 124 (2008).
Расстояние до Парижа — 130 км, до Орлеана — 95 км.

## Известные уроженцы и жители
- Белло, Реми – поэт.
- Денуайе, Жюль (1800—1887) — французский геолог и археолог.
- Гюстав Лебон — французский психолог, социолог, антрополог и историк, основатель социальной психологии.